# Fernando Puchol Vivas
Fernando Puchol Vivas (1941-2020, Valencia, España) fue un pianista español.

## Biografía
Realizó su primera actuación en público a los siete años de edad en el Teatro Principal de Valencia, interpretando obras de Beethoven, Schubert y Chopin. 
Estudia piano, análisis y composición en Valencia con Daniel de Nueda, Llácer Plá y Palau, en París con Luis Galve y en Viena con Hans Graf. 
Laureado en diversos Concursos Internacionales, obtiene el Gran Premio María Canals de Barcelona. 
Su actividad concertística le lleva a actuar durante más de treinta años en las grandes salas de concierto y con las más prestigiosas orquestas de Europa, América y el Extremo Oriente. 
Ha realizado sesiones monográficas dedicadas a la Música española del siglo XVIII, Mozart, Beethoven, Chopin, Liszt, Schumann, Brahms, el impresionismo y la música del siglo XX dedicando especial atención a la española.
Profesor de piano en el Conservatorio de Música María Cristina de Málaga, catedrático del Real Conservatorio Superior de Música de Madrid, Director artístico de los Cursos de la Universidad de Valencia en Gandía, de la Real Maestranza de Ronda, del Forum Internacional de Música de Toledo, ha impartido Clases Magistrales en Universidades y Conservatorios de España, es Profesor invitado en Róterdam, Oporto, París, Tallin, Festival de verano de Leipzig, Universidad de Taipéi etc, y muchos de sus alumnos han sido galardonados en Concursos internacionales y son Profesores en los Centros de enseñanza musical más prestigiosos.
Jurado de los Concursos Internacionales José Iturbi (Valencia), Santander, María Canals (Barcelona), Jaén, Pilar Bayona (Zaragoza), Compositores de España (Las Rozas), Guerrero (Madrid), Ferrol, Atenas, Casagrande (Terni), Agrópoli, Cava d’ Tirreni, Oporto, Trieste, Chopin, Ennio Porrino (Cagliari), Panamá, etc.
Miembro de Honor de la European Pianist Teacher Association.
Medalla de Oro del Real Conservatorio Superior de Música de Madrid.
Premio Nacional del Disco del Ministerio de Cultura español.
Académico correspondiente de las Reales Academias de Bellas Artes de San Carlos de Valencia y de Santa Isabel de Hungría de Sevilla.
Director artístico del Fórum Internacional de Música de Orihuela.
- Datos: Q5860091